# Trombose
Trombose is de aandoening dat er in een bloedvat een bloedstolsel, de zogenaamde trombus, gevormd wordt. Trombose kan ontstaan in slagaderen en aderen. Een slagaderlijke (arteriële) trombus leidt tot een verminderde bloedtoevoer in de weefsels die door deze slagader worden verzorgd. Een slagaderlijke trombose ontstaat meestal in samenhang met atherosclerose. Een aderlijke (veneuze) trombus leidt tot verminderde bloedafvoer en zwelling.
Bekende gevolgen van slagaderlijke trombose zijn:
- Hartinfarct
- Beroerte

Bekend gevolg van aderlijke trombusvorming is:
- Diepveneuze trombose
- Sinustrombose (cerebrale veneuze trombose)

Een gevaar bij trombose is dat de bloedstolsels losraken van de vaatwand en door het stromende bloed meegevoerd worden tot ze vastlopen in een kleiner bloedvat, en dat afsluiten. Zo'n meegevoerd bloedstolsel wordt een embolus genoemd en de afsluiting embolie. Een embolie kan de bloedtoevoer naar organen en weefsels afsluiten en leiden tot ernstige schade. In de hersenen veroorzaakt een embolie bijvoorbeeld een herseninfarct, in het hart een hartinfarct en in de longen een longembolie na het losschieten van een trombus uit een diepveneuze trombose.

## Oorzaken
Rudolf Virchow, De Duitse patholoog, formuleerde zijn "trias" in 1856. Een veneuze trombose ontstaat door:
- Factoren in de vaatwand
- Factoren in het stromingspatroon in het bloed
- De samenstelling van het bloed zelf

Voortvloeiend uit deze drie factoren zijn de verschillende oorzaken voor vorming van een trombus gemakkelijk te herleiden.
Als eerste bestaat er bij sommige mensen een (erfelijke) verhoogde stollingsneiging. Factor V Leiden is de meest voorkomende stollingsafwijking. Samen met andere factoren geeft dit een verhoogd risico op een trombose.
Doordat er in de slagaders over het algemeen veel stroming staat, ontstaat daarin zeer moeilijk een trombose. Indien echter de bloedstroom belemmerd wordt door bijvoorbeeld atherosclerose, ook wel bekend als aderverkalking, kan een trombose gemakkelijker optreden. Daarnaast geeft het ruwe oppervlak van de atherosclerotische vaatwand aanleiding tot de vorming van stolsels. Risicofactoren om atherosclerose te ontwikkelen zijn hypertensie, roken van tabak, diabetes, hypercholesterolemie, obesitas, weinig beweging en ongezonde voeding (verzadigde vetten). Niet beïnvloedbare risicofactoren zijn mannelijk geslacht, hogere leeftijd en genetisch. 
In de aders is de stroomsnelheid veel lager en wordt de doorstroming geholpen door de spieren. Bij lang stilzitten of liggen neemt de stroomsnelheid van het bloed af, wat gevaar oplevert op de vorming van een trombose.
Bij een bepaalde ritmestoornis van het hart, boezemfibrilleren genaamd, kan door het niet gecoördineerd samentrekken van de boezems een stagnatie ontstaan in de atria, waar het bloed dan lang vrijwel helemaal niet beweegt. Dit kan aanleiding zijn tot het vormen van een stolsel.
In de meeste gevallen heeft een patiënt met trombose meerdere risicofactoren. Zo ontstaat diepveneuze trombose vaak bij mensen die lang het bed hebben moeten houden (bijvoorbeeld door chronische ziekte) of die lange vliegreizen maken. Daarom moet bij lange vliegreizen geen alcohol gedronken worden en uitdroging tegengegaan worden. Daarnaast is regelmatig bewegen belangrijk. Dikke, lange en korte mensen hebben een verhoogd risico bij vliegreizen, evenals gebruikers van de anticonceptiepil

## Preventie
Een recente Cochrane review van 2021 onderzocht of het dragen van compressiekousen in het vliegtuig een diepe veneuze trombose kan voorkomen. Bij vluchten die ten minste 4 uur duren werd bij 2918 personen het effect van de kousen bekeken. Met hoge zekerheid kan besloten worden dat passagiers die compressiekousen droegen minder een symptoomloze trombose vormden. De benen van de passagiers met kousen werden minder dik al was door de verschillende manieren van meten hier minder zekerheid over. Er is matige zekerheid dat ook oppervlakkige trombose minder voorkwam bij passagiers met compressiekousen 

## Behandeling
Voor de behandeling moet onderscheid gemaakt worden tussen arteriële (slagaderlijke) en veneuze (aderlijke) trombose.
Een arteriële trombose van een grote slagader leidt in veel gevallen tot een bedreigd lichaamsdeel (hart, hersenen, benen, handen, darmen). Er bestaat dan de noodzaak tot snel ingrijpen. Dat kan door middel van sterke stolseloplossende middelen, zoals streptokinase, urokinase of r-TPA (recombinant tissue plasminogen activator), die het stolsel meteen oplossen (trombolyse). Een andere optie is het via een katheter verwijderen van een stolsel (trombosuctie) of chirurgisch verwijderen van het stolsel. Aangezien atherosclerose vaak de oorzaak is voor een arteriële trombose, worden patiënten met atherosclerose bij voorkeur behandeld met aspirine ter voorkoming van het optreden van een trombose. Dit middel werkt met name op de bloedplaatjes die de neiging hebben om zich op de atherosclerotische vaatwand te hechten.
Bij veneuze trombose gebeurt de antistolling meestal door toediening van laag-moleculaire heparine, deze kan subcutaan worden toegediend en behoeft geen controle. Tegelijkertijd wordt dan gestart met acenocoumarol (sintrom) of het langer werkende fenprocoumon of warfarine in andere landen. Deze middelen kunnen gewoon geslikt worden.
Indien de antistolling doorschiet, ontstaat gemakkelijk een bloeding. Indien een groot stolsel losschiet en een longembolie veroorzaakt, kan een levensbedreigende situatie ontstaan. Het hart kan dan het bloed niet meer goed rondpompen, doordat het grote stolsel in de weg zit. Ook dan is direct ingrijpen noodzakelijk. Dezelfde opties als genoemd bij de behandeling van een ernstige arteriële trombose, zijn dan mogelijk. Bij een echt grote longembolie komt de hulp echter meestal te laat. Een kleine longembolie geeft weinig klachten.
Omdat de mate van remming van de bloedstolling bij gebruik van deze middelen nogal afhankelijk is van andere factoren in de leefstijl van de patiënt (met name de opname van vitamine K met de voeding), is regelmatige controle noodzakelijk. Daarnaast moet zeer regelmatig de INR (een maat voor de stollingstijd van bloed) worden bepaald, om binnen de streefwaarden te blijven. Dit kan door regelmatig (dus ook tijdens reizen of vakantie) naar de trombosedienst te gaan, om daar bloed af te laten nemen door een dokterassistente. Op basis van de laboratoriumbepaling van die meting ontvangt de patiënt de volgende dag een doseerschema.
Sinds enige tijd kan de INR ook zelf gemeten worden. De meeste trombosediensten bieden dit aan, maar in de regel zijn er wachtlijsten voor de noodzakelijke cursus. Trombosediensten die begeleid zelfmeten aanbieden hebben in de regel geen wachtlijst. Na doorverwijzing door een arts (bijvoorbeeld de cardioloog of de huisarts) kan meestal direct met de eenvoudige cursus gestart worden.